# Meridià 133 a l'est
El meridià 133 a l'est de Greenwich és una línia de longitud que s'estén des del pol Nord travessant l'oceà Àrtic, Àsia, l'oceà Índic, l'oceà Antàrtic, Austràlia i l'Antàrtida fins al pol Sud.
El meridià 133 a l'est forma un cercle màxim amb el meridià 47 a l'oest. Com tots els altres meridians, la seva longitud correspon a una semicircumferència terrestre, uns 20.003,932 km. Al nivell de l'Equador, és a una distància del meridià de Greenwich de 14.805 km.

## De Pol a Pol
Començant en el pol Nord i dirigint-se cap al pol Sud, aquest meridià travessa:
| Coordenades                               | País, territori o mar        | Notes |
| ----------------------------------------- | ---------------------------- | --- |
| 90° 0′ N, 133° 0′ E / 90.000°N,133.000°E  | Oceà Àrtic                   | |
| 76° 53′ N, 133° 0′ E / 76.883°N,133.000°E | Mar de Làptev                | |
| 71° 58′ N, 133° 0′ E / 71.967°N,133.000°E | Rússia                       | Sakhà Krai de Khabàrovsk — des de 59° 1′ N, 133° 0′ E / 59.017°N,133.000°E Óblast de l'Amur — des de 53° 28′ N, 133° 0′ E / 53.467°N,133.000°E Krai de Khabàrovsk — des de 55° 22′ N, 133° 0′ E / 55.367°N,133.000°E Óblast de l'Amur — des de 53° 20′ N, 133° 0′ E / 53.333°N,133.000°E Krai de Khabàrovsk — des de 52° 10′ N, 133° 0′ E / 52.167°N,133.000°E Província Autònoma dels Hebreus — des de 49° 10′ N, 133° 0′ E / 49.167°N,133.000°E |
| 48° 2′ N, 133° 0′ E / 48.033°N,133.000°E  | República Popular de la Xina | Heilongjiang |
| 45° 2′ N, 133° 0′ E / 45.033°N,133.000°E  | Rússia                       | Krai de Primórie |
| 42° 48′ N, 133° 0′ E / 42.800°N,133.000°E | Mar del Japó                 | |
| 36° 7′ N, 133° 0′ E / 36.117°N,133.000°E  | Japó                         | Illa de Nishino, Prefectura de Shimane |
| 36° 2′ N, 133° 0′ E / 36.033°N,133.000°E  | Mar del Japó                 | |
| 35° 32′ N, 133° 0′ E / 35.533°N,133.000°E | Japó                         | Illa de Honshū — Prefectura de Shimane (passa a través del llac Shinji) — Prefectura d'Hiroshima — des de 35° 5′ N, 133° 0′ E / 35.083°N,133.000°E |
| 34° 19′ N, 133° 0′ E / 34.317°N,133.000°E | Mar Interior de Seto         | |
| 34° 17′ N, 133° 0′ E / 34.283°N,133.000°E | Japó                         | Illa d'Ōmi, Prefectura d'Ehime |
| 34° 11′ N, 133° 0′ E / 34.183°N,133.000°E | Mar Interior de Seto         | |
| 34° 4′ N, 133° 0′ E / 34.067°N,133.000°E  | Japó                         | Illa de Shikoku — Prefectura d'Ehime — Prefectura de Kōchi — des de 33° 28′ N, 133° 0′ E / 33.467°N,133.000°E |
| 32° 43′ N, 133° 0′ E / 32.717°N,133.000°E | Oceà Pacífic                 | |
| 0° 29′ S, 133° 0′ E / 0.483°S,133.000°E   | Indonèsia                    | Illa de Nova Guinea |
| 2° 16′ S, 133° 0′ E / 2.267°S,133.000°E   | Badia de Berau               | |
| 2° 33′ S, 133° 0′ E / 2.550°S,133.000°E   | Indonèsia                    | Illa de Nova Guinea |
| 4° 6′ S, 133° 0′ E / 4.100°S,133.000°E    | Mar d'Arafura                | |
| 5° 39′ S, 133° 0′ E / 5.650°S,133.000°E   | Indonèsia                    | Illa de Kai Besar |
| 5° 42′ S, 133° 0′ E / 5.700°S,133.000°E   | Mar d'Arafura                | |
| 11° 26′ S, 133° 0′ E / 11.433°S,133.000°E | Austràlia                    | Territori del Nord Austràlia Meridional — des de 26° 0′ S, 133° 0′ E / 26.000°S,133.000°E |
| 32° 5′ S, 133° 0′ E / 32.083°S,133.000°E  | Oceà Índic                   | Les autoritats australianes consideren això com a part de l'oceà Antàrtic[3][4] |
| 60° 0′ S, 133° 0′ E / 60.000°S,133.000°E  | Oceà Antàrtic                | |
| 66° 10′ S, 133° 0′ E / 66.167°S,133.000°E | Antàrtida                    | Territori Antàrtic Australià, reclamat per Austràlia |